# La miniera maledetta
La miniera maledetta (Draegerman Courage) è un film del 1937 diretto da Louis King con Jean Muir, Barton MacLane e Henry O'Neill.
È basato sulle gesta dei draegermen, coloro che salvano le vittime di disastri minerari (il film stesso è dedicato ai draegermen degli Stati Uniti e del Canada). È incentrato sulle vicende reali di un disastro minerario avvenuto nel 1936 in una miniera d'oro nei pressi del fiume Moose, in Nuova Scozia.

## Trama
Nuova Scozia. All'interno del tunnel di una miniera, tre uomini, un medico, un minatore e il proprietario della cava, restano intrappolati dopo un collasso geologico.

## Produzione
Il film, diretto da Louis King su una sceneggiatura e un soggetto di Anthony Coldeway, fu prodotto da Bryan Foy per la Warner Bros.

## Distribuzione
Il film fu distribuito con il titolo Draegerman Courage negli Stati Uniti dal 15 maggio 1937 al cinema dalla Warner Bros.
Altre distribuzioni:
- in Brasile (Enterrados Vivos)
- nel Regno Unito (The Cave-In)
- in Grecia (Ypogeios thanatos)
- in Italia (La miniera maledetta)